# Tweede Kamerverkiezingen 2021/Kandidatenlijst/BIJ1
Dit is de lijst van kandidaten van BIJ1 voor de Nederlandse Tweede Kamerverkiezingen 2021, zoals deze op 31 oktober 2020 werd vastgesteld door de algemene ledenvergadering van BIJ1.

## De lijst
- vet: verkozen
- schuin: voorkeurdrempel overschreden

1. Sylvana Simons, Duivendrecht - 58.068 voorkeurstemmen
2. Quinsy Gario, Amsterdam - 2.409
3. Rebekka Timmer, Hilversum - 8.993
4. Jeanette Chedda, Delft - 4.457
5. Daryll Ricardo Landbrug, Amsterdam - 664
6. Michantely de Jong, Rotterdam - 4.224
7. Lennon Fokkens, Haarlem - 295
8. Nihâl Esma Altmış, Eindhoven - 1.356
9. Yvette Luhrs, Amsterdam - 729
10. Petra Kramer, Drachten - 734
11. Yuval Gal, 's-Gravehage - 100
12. Bart Mijland, Utrecht - 185
13. Lysanne Charles, Saba - 640
14. Miko-Serko Mamaribo-Carels, Zoetermeer - 249
15. Vayhishta Miskin, Amsterdam - 752
16. Gloria Wekker, Amsterdam - 2.142
17. Anousha Nzume, New York - 451
18. Romana Vrede, Rotterdam - 1.090

VVD · PVV · CDA · D66 · GroenLinks · SP · PvdA · ChristenUnie · Partij voor de Dieren · 50PLUS · SGP · DENK · FVD · BIJ1 · JA21 · Code Oranje · Volt · NIDA · Piratenpartij · LP · JONG · Splinter · BBB · NLBeter · LHK · OPRECHT · JEZUS LEEFT · TROTS · UCF · Lijst 30 · PvdE · DFP · VSN · WZNL · Modern Nederland · De Groenen · PvdR
2017 · 2021 · 2023